# APA standard
APA standard je soubor pravidel, které Americká psychologická asociace (APA) doporučuje autorům dodržovat při předkládání textů k publikaci v časopisech APA. Příručka je velmi podrobná (má 400 stran) a zabývá se všemi aspekty publikovaného textu. Zvláštní pozornost je věnována formě citací. Aktuální verze pravidel je shrnuta v 6. vydání Publikačního manuálu Americké psychologické asociace, který byl vydán v červnu 2009.